# Домаха (Харьковская область)
Домаха (укр. Домаха) — село, Домашанский сельский совет, Лозовский городской совет, Харьковская область, Украина.
Код КОАТУУ — 6311090101. Население по переписи 2001 года составляет 1004 (467/537 м/ж) человека.
Является административным центром Домашанского сельского совета, в который, кроме того, входит село Украинское.

## Географическое положение
Село Домаха находится у истоков безымянной пересыхающей речушки, которая через 7 км впадает в реку Большая Терновка (правый приток). На реке несколько запруд.
Село примыкает к городу Лозовая.

## История
- В списках населённых мест Екатеринославской губернии 1859 года в деревне Домахин бург (Варваровка, Домаха, Нагорная) при балке Домаха в 77 дворах проживало 628 жителей.
- По данным сборника «Волости и важнейшие селения Екатеринославской губернии» выпуск 1886 г. в деревне Домаха (Варваровка) Новоивановской волости, Павлоградского уезда, Екатеринославской губернии проживало 517 жителей в 92 домах, была школа и лавка

## Экономика
- Молочно-товарная и птице-товарная фермы.

## Достопримечательности
- Братская могила советских воинов. Похоронено 15 воинов.